# 胜利广场 (波尔多)
44°49′50.88″N 0°34′21.89″W / 44.8308000°N 0.5727472°W
胜利广场（Place de la Victoire）是法国波尔多的一个广场。它位于圣凯瑟琳街（Rue Sainte-Catherine）南端，主要建筑是17世纪兴建的阿基坦门（porte d'Aquitaine）。地面造型模仿了罗马的卡比托利欧广场。  
2005年6月17日，广场上落成了捷克雕塑家Ivan Theimer的两部作品：方尖碑高16米，重量超过50吨，由六块红色大理石组成，还有两只青铜乌龟，龟壳上刻有葡萄名字和原产地名称。 
旧药学系大楼由获罗马大奖的建筑师让·路易斯·帕斯卡尔设计，现在属于波尔多第二大学。
在兴建地下停车场时发现了旨在捍卫城门或城堡的碉堡。
这个地方经常举办各种活动，包括音乐会或秀。这也是一个热门的夜生活地点，周围拥有众多的酒吧，咖啡馆和餐馆。
从这里放射出数条林荫道：马恩河林荫道（向东通往市场和圣让火车站），索姆河林荫道，阿戈讷林荫道，阿里斯蒂德·白里安林荫道和巴斯德林荫道。

## 交通
波尔多轻轨B线设有胜利站。

## 图片

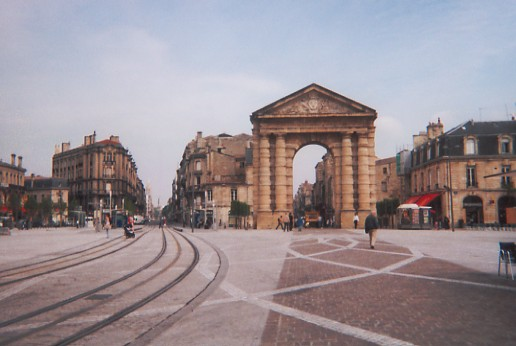
广场
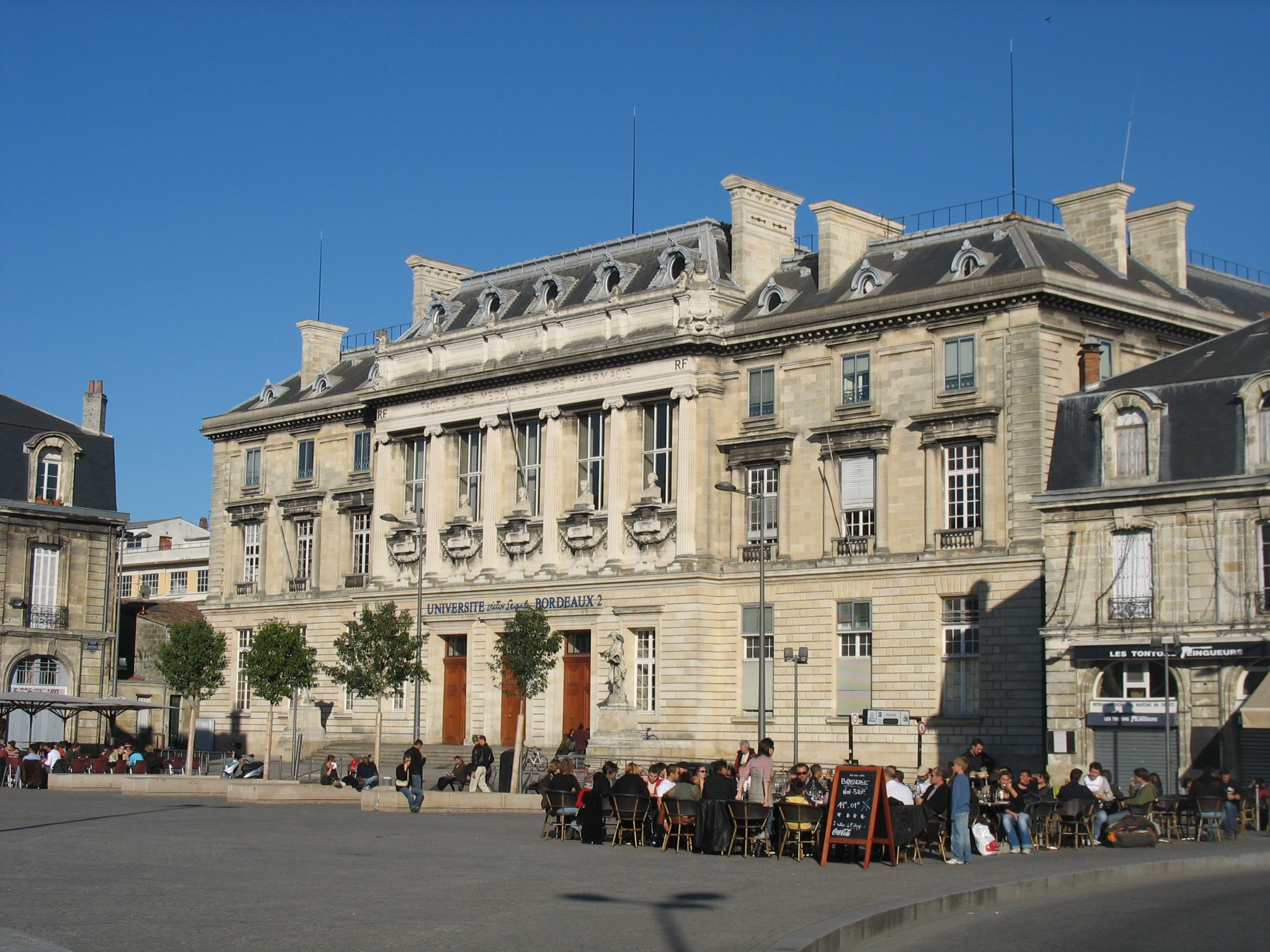
波尔多第二大学
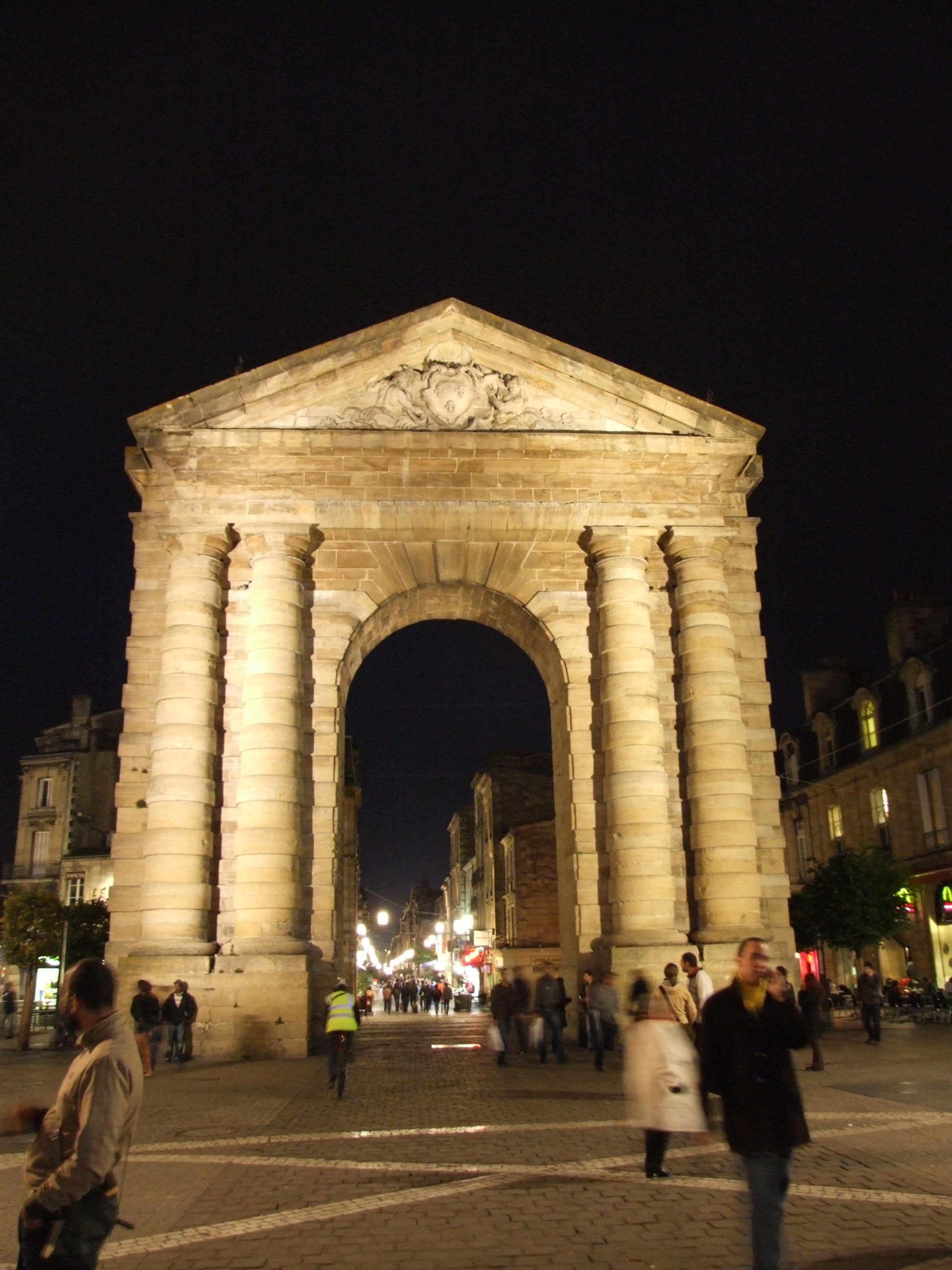
阿基坦门
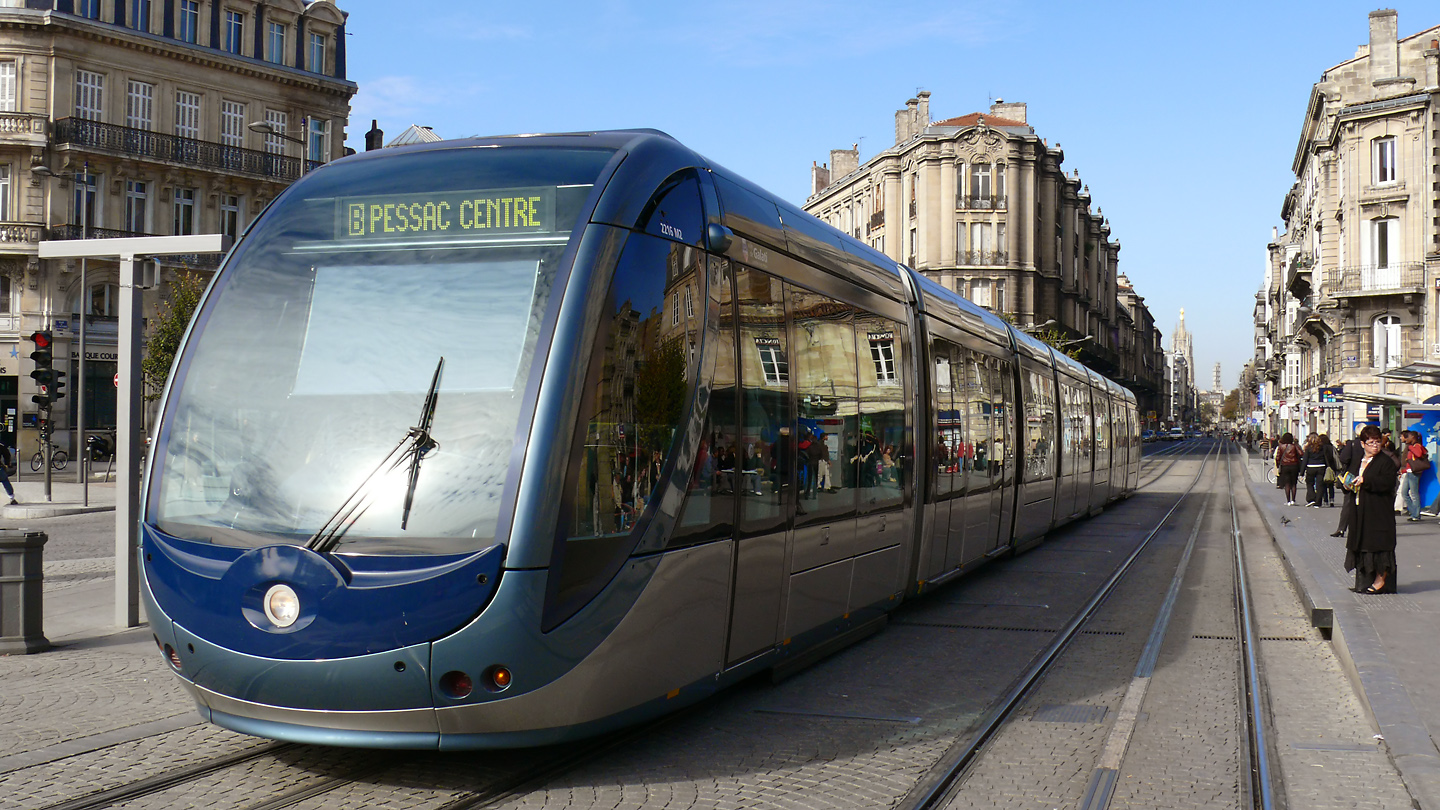
轻轨